# Індре Гірдаускайте
Індре Гірдаускайте (28 квітня 1998) — литовська стрибунка у воду. Учасниця Чемпіонату світу з водних видів спорту 2019, де в стрибках з метрового трампліна посіла 40-ве місце. У стрибках з 3-метрового трампліна посіла 48-ме місце.